# Ruden (Austria)
Ruden (słoweń. Ruda) – gmina w Austrii, w kraju związkowym Karyntia,  w powiecie Völkermarkt. Według Austriackiego Urzędu Statystycznego liczyła 1543 mieszkańców (1 stycznia 2015).